# The Rose (蔡依林歌曲)
〈The Rose〉是臺灣歌手蔡依林的歌曲，收錄於首張錄音室專輯《1019》。該歌曲由Amanda McBroom創作、小螞蟻製作。該歌曲作為專輯首支單曲於1999年9月由環球音樂和大聲音樂發行。

## 背景
蔡依林在高中二年級的校內活動中演唱Bette Midler的〈The Rose〉，因現場觀眾反應熱烈，留下深刻印象，並萌生成為歌手的想法。該歌曲為1979年電影《The Rose》的主題曲，曾入圍第23屆葛萊美獎年度錄音，並讓Bette Midler獲得最佳流行女歌手。該單曲在美國銷量超過50萬張，獲美國唱片業協會認證為金唱片。
1998年5月，她參加MTV中文台舉辦的電視歌唱比賽節目《新聲卡位戰》，獲得第一名。1999年3月，蔡依林和環球音樂簽約。

## 發行
同年9月10日，蔡依林發行首張錄音室專輯《1019》，同時推出單曲〈The Rose〉。該歌曲的MV由周格泰執導。

## 錄製
〈The Rose〉在美國紐約Quad Studios錄音室錄製，並邀請八位黑人和聲歌手參與和聲，呈現類似唱詩班的效果。

## 幕後人員
- 陳思宇—製作助理、和聲
- 梁世韻—和聲
- 梁世達—和聲
- 小螞蟻—和聲
- 藍國坪—錄音師
- 王幼華—錄音師
- 何慶堂—錄音師
- 加合—錄音室、混音錄音室
- 林正忠—混音工程師
- Danny Madden（英语：Danny Madden）—Rap詞、Rap、和聲編寫
- Nicki Richards（英语：Nicki Richards）—和聲
- Stephanie James—和聲
- Keith Fluitt—和聲
- Mike Anzel—助理錄音師
- James Warner—助理錄音師
- Edith Luis—助理錄音師
- Quad Studios—錄音室

## 發行歷史
| 地區 | 日期      | 格式     | 經銷商   |
| ---- | --------- | -------- | -------- |
| 臺灣 | 1999年9月 | 電台播放 | 環球音樂 |